# Essencial (álbum de Babado Novo)
Essencial é a quinta coletânea da banda brasileira de axé music Babado Novo. Foi lançada no dia 2 de março de 2010 sob o selo da Som Livre com fonogramas cedidos pela Universal Music. A coletânea contém 16 faixas, sendo elas extraídas dos álbuns "Uau! Ao Vivo em Salvador" (2004), "O Diário de Claudinha" (2005) e "Ver-te Mar" (2006). Estima-se que mais de 14 mil cópias do álbum foram vendidas no Brasil. Para divulgação do álbum, foi circulado comerciais na Rede Globo durante o seu período de lançamento.

## Desempenho comercial
O álbum foi lançado pela Som Livre em parceria com a Universal Music. Um comercial divulgando a coletânea foi exibido durante intervalos da Rede Globo. No comercial era aberto com a canção "Bola de Sabão" junto com uma narradora falando "essas músicas marcaram muitos carnavais". As canções "A Camisa e o Botão", "Amor Perfeito" e "Doce Paixão" também foram apresentadas no comercial. O álbum vendeu cerca de 14.000 cópias no Brasil.

## Lista de faixas
| N.º | Título                                              | Compositor(es)                                                                                                | Álbum de origem          | Duração |  |
| 1.  | "Bola de Sabão"                                     | Ramon Cruz | O Diário de Claudinha    | 4:00    |  |
| 2.  | "Amor Perfeito" (Ao Vivo)                           | Michael Sullivan, Paulo Massadas, Lincoln Olivetti, Robson Jorge                                              | Uau! Ao Vivo em Salvador | 4:48    |  |
| 3.  | "Safado, Cachorro, Sem-vergonha" (Ao Vivo)          | Durval Luz, Nino Balla, Cristiane Teles, Alan Moraes, Júnior Seixas, Luizinho, Alex Napolitano, Luciano Pinto | Uau! Ao Vivo em Salvador | 3:46    |  |
| 4.  | "Doce Paixão"                                       | Ramon Cruz | Ver-te Mar               | 3:43    |  |
| 5.  | "Falando Sério" (Ao Vivo)                           | Maurício Duboc, Carlos Colla                                                                                  | Uau! Ao Vivo em Salvador | 3:41    |  |
| 6.  | "Eu Fico" (Ao Vivo)                                 | Claudia Leitte, Sérgio Rocha, Luciano Pinto                                                                   | Uau! Ao Vivo em Salvador | 4:13    |  |
| 7.  | "Insolação do Coração" (participação de Dog Murras) | Carlinhos Brown, Michael Sullivan                                                                             | Ver-te Mar               | 3:40    |  |
| 8.  | "Lirirrixa" (Ao Vivo)                               | Sérgio Rocha, Claudia Leitte, Luciano Pinto                                                                   | Uau! Ao Vivo em Salvador | 2:36    |  |
| 9.  | "Babado Novo" (Ao Vivo)                             | Alexandre Peixe, Cal Adan, Beto Garrido                                                                       | Uau! Ao Vivo em Salvador | 3:04    |  |
| 10. | "D'yer Mak'er" (Ao Vivo)                            | John Bonham, Robert Plant, John Paul Jones                                                                    | Uau! Ao Vivo em Salvador | 4:15    |  |
| 11. | "A Camisa e o Botão"                                | Jauperi, Tenison Del Rey                                                                                      | O Diário de Claudinha    | 3:23    |  |
| 12. | "Me Chama de Amor" (Ao Vivo)                        | Alexandre Peixe, Beto Garrido                                                                                 | Uau! Ao Vivo em Salvador | 4:06    |  |
| 13. | "Cai Fora" (Ao Vivo)                                | Sérgio Rocha, Zeca Brasileiro, Adson Tapajós                                                                  | Uau! Ao Vivo em Salvador | 3:59    |  |
| 14. | "Canudinho" (Ao Vivo)                               | Sérgio Rocha, Zeca Brasileiro, Adson Tapajós, Cal Adan                                                        | Uau! Ao Vivo em Salvador | 3:47    |  |
| 15. | "Piriripiti"                                        | Augusto Conceição, Fábio Alcântara, Elivandro Cuca, Pio Medrado                                               | O Diário de Claudinha    | 3:34    |  |
| 16. | "Caranguejo (Cata Caranguejo)" (Ao Vivo)            | Luciano Pinto, Durval Luz, Nino Balla, Alan Moraes                                                            | Uau! Ao Vivo em Salvador | 3:40    |  |

## Ficha técnica
Marcus Vinícius (seleção de repertório)
Sérgio Seabra (remasterização)
Romano Design (projeto gráfico)
Washington Possato (foto)
Leonardo Ganem (direção geral)
Marcelo Toller (gerente artístico)
Juliana Pontes (gerente de direitos fonomecânicos)